# Marceli Koralewski
Marceli Jan Koralewski – polski fizyk, profesor nauk fizycznych.

## Życiorys
W 1980 doktoryzował się na podstawie rozprawy zatytułowanej Efekt Faraday'a w kryształach KDP i jego interpretacja, której promotorem był prof. Marian Surma, w 2001 r. habilitował się za pracę pt. Aktywność optyczna i jej związek ze stanem ferroelektrycznym wybranych kryształów ferroelektrycznych. W 2008 uzyskał drugą habilitację, a w 2015 otrzymał tytuł profesora nauk fizycznych.
Pracował na stanowisku profesora nadzwyczajnego w Zakładzie Optyki na Wydziale Fizyki Uniwersytetu im. Adama Mickiewicza w Poznaniu.
Jest członkiem rady wydziału na Wydziale Fizyki i Astronomii UAM.